# Информационная система географических названий (США)
Информационная система географических названий (англ. Geographic Names Information System, GNIS) — база данных, содержащая названия и информацию о расположении более чем двух миллионов физических и культурных объектов, находящихся в США и подконтрольных им территориях. Представляет собой географический справочник. GNIS разработан Геологической службой США в сотрудничестве с Советом США по географическим названиям для стандартизации наименований объектов.
База данных является частью системы, включающей названия на топографических картах и библиографические ссылки. В ней приводятся названия книг и исторических карт, подтверждающие, что объект когда-то имел определённое название. Также заносятся и иные названия, альтернативы официальным федеральным. Записи из этой базы данных никогда не удаляются, за исключением очевидных дублирований.

## Изменения наименований
GNIS принимает предложения по присвоению или изменению названий географическим объектам США. Любой человек может внести предложение по этому поводу на сайте организации и ознакомиться с обоснованиями сторонников и противников такого действия.